# Dunedin sound
Il Dunedin sound è uno stile musicale dell'Indie pop originato in Nuova Zelanda, nella città universitaria di Dunedin alla fine degli anni settanta. Caratterizzato dall'uso dello stile jingle-jangle nel suonare chitarra e bassi e dall'uso di tastiere; l'uso di tecniche di registrazione domestiche fornisce al genere un sound lo-fi.

## Storia

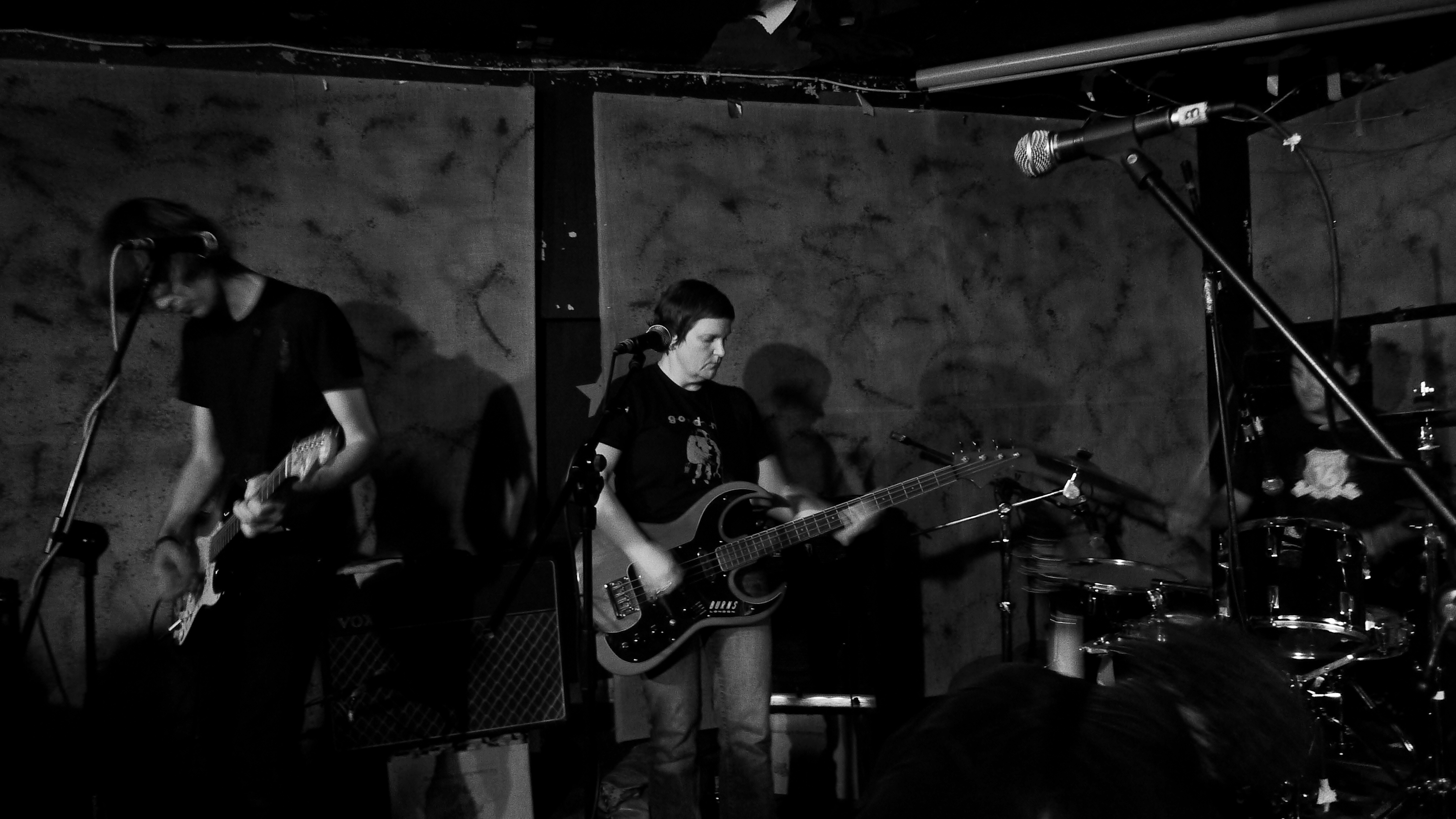
I "The 3Ds " famosa band del dunedin sound

L'origine del dunedin sound può essere fatta risalire alla nascita del punk rock in Nuova Zelanda alla fine del 1970. Diverso dal punk di Auckland – influenzato da band punk quali gli inglesi Buzzcocks e gli The Enemy (più tardi noti come Toy Love ) e The Same (poi The Chills ) – il genere dunedin si presenta più psichedelico nell'esecuzione della chitarra ed è influenzato da band protopunk come The Velvet Underground, The Stooges e anche da band degli anni sessanta come Beatles e Byrds.
Sicuramente la metà degli anni '80 fu il tempo d'oro di tale genere esso è riuscito a sopravvivere ai nostri giorni.Ne sono testimonianza l'esibizione di varie band del dunedin sound a Dunedin nel 2000 (dove si sono esibiti Clean, Chills, Dead C, Renderes, Verlaines, Snapper e Alastair Galbraith) e la diffusione nella San Francisco Bay e in Internet del dunedin sound grazie alla stazione radio californiana KFCC 87.6 FM